# The Russian Review
The Russian Review es una publicación independiente multidisciplinar revisada por pares dedicada a la historia, literatura, cultura, bellas artes, cine, sociedad, y política de la Federación Rusa, la antigua Unión Soviética y el antiguo Imperio ruso. La publicación fue establecida en 1941 y es publicada cada tres meses por Blackwell Publishing. El redactor actual es  Eva Levin, de la Universidad de Kansas. El consejo de fideicomisarios de la publicación no está alineado con ninguna asociación nacional, política, o profesional. Las  publicaciones más viejas de The Russian Review son accesibles electrónicamente vía JSTOR. Las más recientes (de 1998 en adelante) están disponibles en línea mediante la suscripción vía Blackwell Synergy.